# キム・ヨンファ
キム・ヨンファ（김 용화、1971年9月25日 - ）は、大韓民国の映画監督、脚本家。

## 人物
脚本と監督を手掛けた作品には、『オー!ブラザーズ（오! 브라더스）』（2003年）、『カンナさん大成功です!（미녀는 괴로워）』（2006年）、『国家代表!?（국가대표）』（2009年）、『ミスターGO!（미스터 고）』（2013年）がある。

## 経歴
キム・ヨンファは、中央大学校で映画学を学んだが、経済的困難のため、卒後するまで10年間かかった。1999年に制作された彼の卒業制作は、『자반고등어 (In the Jungle)』という短編映画で、瀕死の母親を看護する二人の兄弟（うち一人は聾唖）が、病院への支払いが遅れて追い出されようとする話であった。この作品は、2000年に、第42回ロチェスター国際映画祭や第33回ヒューストン国際映画祭で賞を獲得した。
長編映画のデビュー作として、キムは『オー!ブラザーズ』の脚本を書き、監督したが、これは品行よろしからず、負債に追われる私立探偵が、父親の死に際して、プロジェリアの腹違いの弟がいることを知る、という話で、イ・ジョンジェとイ・ボムスが兄弟を演じた。『オー!ブラザーズ』は、2003年に韓国で6番目によく売れた映画作品となり、320万枚のチケットが販売された。
2006年、キムはキム・アジュンを抜擢して、『カンナさん大成功です!』（2006年）の主役に据えたが、この話は、日本の漫画、鈴木由美子作の『カンナさん大成功です!』を原作とする、太り過ぎのゴースト・シンガー/テレホン・セックスのオペレーターが、美容整形手術を集中的に受けて人生を変え、ポップ・スターになるというものであった。ロマンティック・コメディでありながら、見た目に大きな価値を与えている偽善的な社会への風刺にもなっており、この作品のテーマである美と自尊心は韓国女性の共感を呼び、『カンナさん大成功です!』は当初の出足は鈍かったものの660万枚のチケットを売り上げ、同年の韓国で国内映画第3位のヒット作となった。キムは2007年に、この作品で第30回 Golden Cinematography Awards の最優秀新人監督賞を受賞し、このほかにも監督や脚本に対していくつものノミネーションを受けた。
批評家たちは、キムのスマートによく作り込まれた商業的映画を称賛し、また、身体的障害や肥満に対する韓国社会の偏見への挑戦も賞賛した。キムは、「コメディは痛みから始まる。しかし、痛みを痛々しく描写するのは最善の方法だろうか? もし誰かが本当に痛みを経験し、それが深みにはまっていくとすれば、その人が生々しくそれに立ち向かうとは思えない。私が描いている映画は、喜びと悲しみの双方があり、同時にシンプルで軽いものである。
2009年のスポーツ映画『国家代表!?』はキムにとって3作連続でのヒット作となる売上を見せた。ハ・ジョンウ、キム・ドンウク、キム・ジソク、チェ・ジェファン、イ・ジェウン、ソン・ドンイルが演じるアスリートたちは、急ごしらえのグループで1996年のオリンピック招致に立候補した茂朱郡を支援するが、招致は失敗したものの彼らは情熱と競争心で1998年長野オリンピックへの出場権を獲得する、というこの話は、しばし見過ごされがちな、スキージャンプ競技韓国代表の実話に基づいており、彼らは、国内からの支援も乏しく、不利な状況におかれながら、やがて冬季ユニバーシアードでメダルを獲得するまでになったのである。ハ・ジョンウが演じた主人公は、養子縁組でアメリカ合衆国に渡り、その後、生母を探して韓国に帰還した韓国に帰還したアルペンスキーのジュニア選手であるが、キムによれば、これは実在の人物トビー・ドーソンからインスパイアされたという。『国家代表!?』は、2009年の韓国で2番目に収入を上げた映画となり、880万枚のチケットが販売された。 キムは、第29回韓国映画評論家協会賞、第46回大鐘賞、第30回青龍映画賞で最優秀監督賞を獲得し、『国家代表!?』は、第17回春史大賞映画祭と第46回百想芸術大賞で最優秀作品賞を受賞した。
続いてキムは、彼にとって最も野心的なプロジェクトとして『ミスターGO!』に取り掛かったが、この作品には韓国映画史上最高水準の制作費250億ウォン（2250万ドル）が投じられ、そのうち500万ドルは、中国に拠点をおく華誼兄弟が出資した。1984年の韓国の漫画でホ・ヨンマン作の『제7구단』を原作とするこの映画は、徐嬌が演じる15歳の少女が、2008年の四川大地震の後、危機に瀕した祖父のサーカスを救おうと、リンリンと名付けられた野球するゴリラ（クリスチャン (ライオン)にインスパイアされている）のスポーツエージェントになるという話である。『ミスターGO!』は3D映画として撮影され、キムはそのために新たに視覚効果を扱う新会社デクスター・スタジオ (Dexter Studios) を設立して、新しいモーションキャプチャやフェイシャルキャプチャの技術を開発し、デジタル・ファー（毛皮）のプログラムによってゴリラをできる限りリアルに描いたが、これは500人以上のアニメーターやCG専門家が制作に4年をかけ、さらに編集に1年以上をかけた成果であった。『ミスターGO!』は2013年に韓国と中国で同時公開されたが、韓国では不発に終わりキムの連続ヒット作の記録を止めてしまった。しかし、普通話圏の中国では、もっぱら子ども向け映画として扱われ、料金が割高な3D映画館でだけ上映されたため、売り上げは韓国の倍以上となった。『ミスターGO!』はデクスター・スタジオの名を上げることにもなり、今では韓国におけるVFXの先駆者と認められている。
2022年4月、キムは、ユナイテッド・タレント・エージェンシーと契約を結んだ。

## フィルモグラフィ
- 자반고등어 / In the Jungle （短編映画、1999年）- 監督、脚本家
- オー!ブラザーズ（2003年）- 監督、脚本家
- カンナさん大成功です!（2006年）- 監督、脚本家
- 国家代表!?（2009年）- 監督、脚本家、プロデューサー
- マイウェイ 12,000キロの真実（2011年） - エグゼクティブ・プロデューサー
- ミスターGO!（2013年）- 監督、脚本家、スクリプト・エディター、編集、エグゼクティブ・プロデューサー
- 神と共に 第一章:罪と罰（2017年）- 監督、脚本家
- 神と共に 第二章:因と縁（2018年）- 監督、脚本家[18]

## 受賞
- 2007年：第30回 Golden Cinematography Awards: 最優秀新人監督賞（カンナさん大成功です!）
- 2009年：第17回 Korean Culture and Entertainment Awards: 最優秀監督賞（国家代表!?）
- 2009年： Young Artist of Today: 映画部門受賞
- 2009年：第29回 韓国映画評論家協会賞（英語版）: 最優秀監督賞（国家代表!?）
- 2009年：第46回 大鐘賞: 最優秀監督賞（国家代表!?）
- 2009年：第30回 青龍映画賞: 最優秀監督賞（国家代表!?）
- 2018年：第54回 百想芸術大賞: 最優秀監督賞（神と共に 第一章:罪と罰）[19]